# (4039) Souseki
(4039) Souseki (1987 SH) – planetoida z pasa głównego asteroid okrążająca Słońce w ciągu 3,76 lat w średniej odległości 2,42 j.a. Odkryta 17 września 1987 roku.